# Fluoruro di ittrio
Il fluoruro di ittrio è il sale di ittrio dell'acido fluoridrico.
A temperatura ambiente si presenta come un solido bianco o grigio inodore.